# Hrim

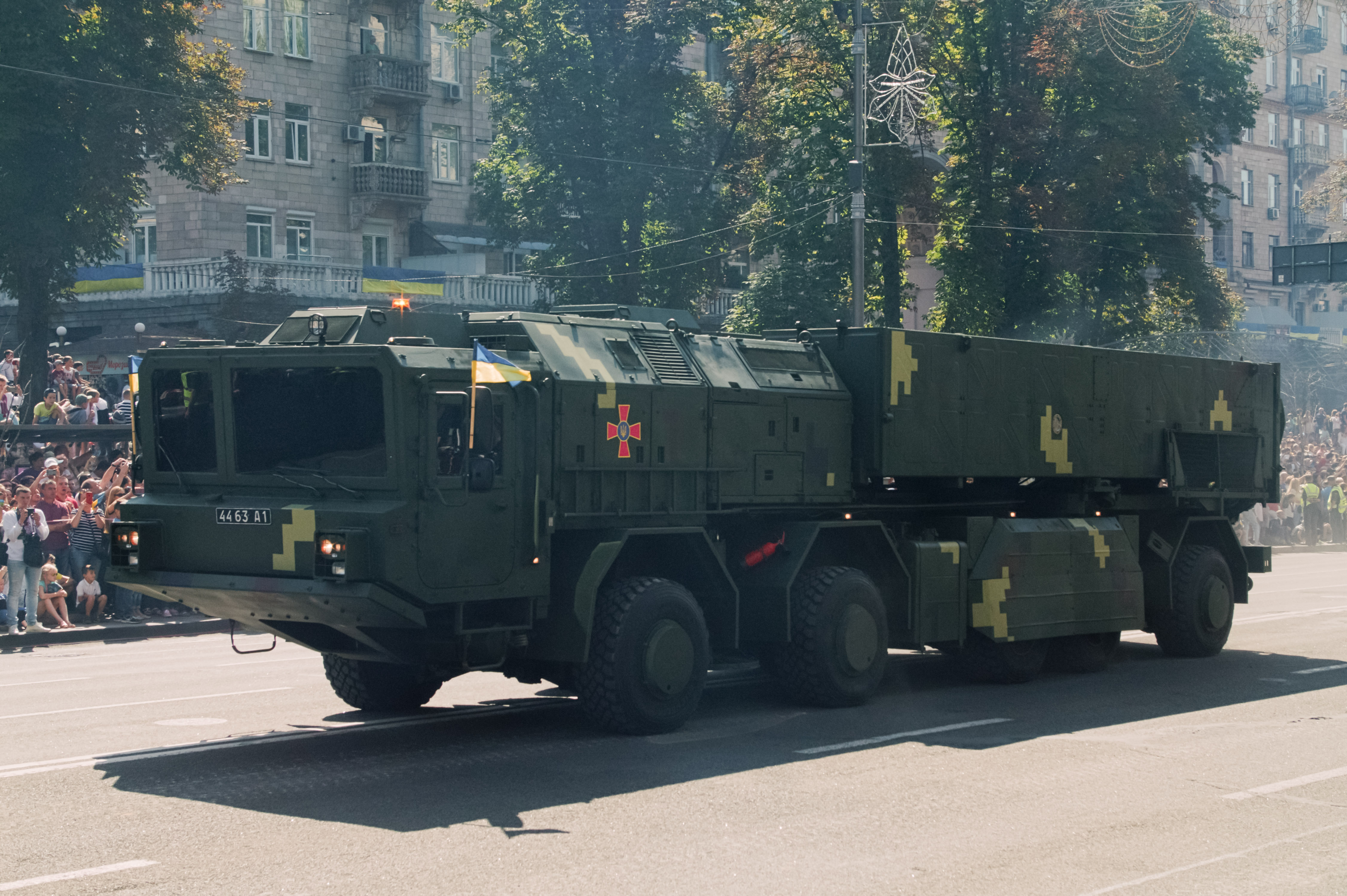
A két rakétát hordozó Hrim–2 rakétarendszer 2018-ban Kijevben a függetlenség napi díszszemlén

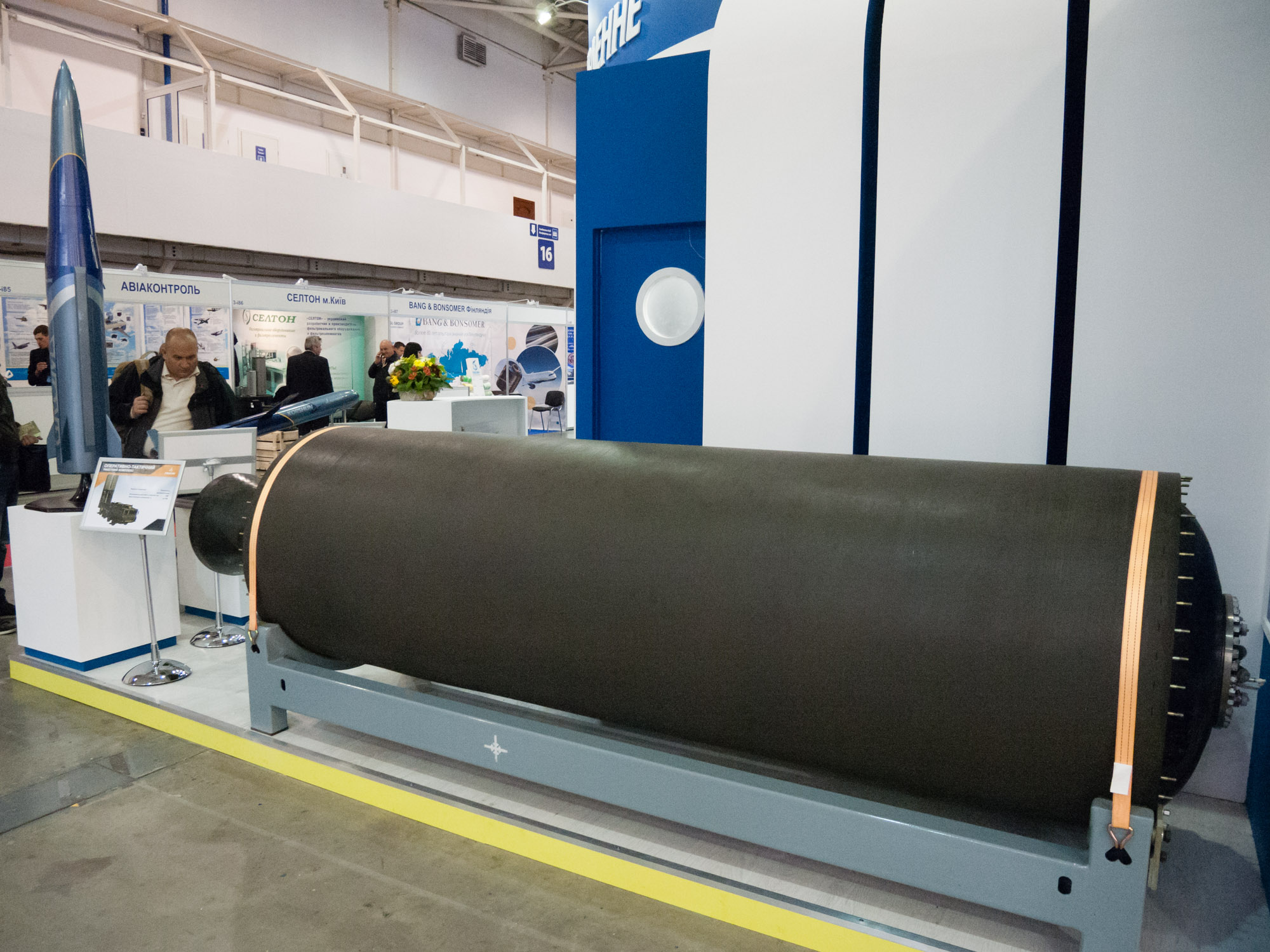
A rakéta szilárd hajtóanyagú hajtóművének makettje

A Hrim (ukránul: Грім, magyarul: mennydörgés) ukrán hadműveleti-harcászati ballisztikusrakéta-rendszer, melyet a Pivdenne tervezőiroda és a Déli Gépgyár fejlesztett ki. Hatótávolsága 280 km, az exportváltozat hatótávolsága 100 km. A rakétarendszer tesztelése 2019-ben kezdődik. A későbbiekben 500 km-as hatótávolságú változat elkészítését is tervezik.

## Története
A rakéta kifejlesztésének előzményei 1994-ig nyúlnak vissza, amikor a Pivdenne tervezőiroda a kiöregedő R–17-es és Tocska–U hadműveleti-harcászati (vagy más lenevezéssek rövid hatótávolságú) ballisztikus rakéták utódaként egy 500 km-es hatótávolságú ballisztikus rakéta projektjét javasolta az Ukrán Hadsereg számára. Mintegy 200 indítóberendezéshez szükséges mennyiségű rakéta elkészítését tervezték. Akkor ez a projekt a Boriszfen nevet kapta. Ennek azonban csak az előzetes tervei készültek el, a fejlesztés pénzügyi nehézségek miatt 2003-ban leállt.
2006-ban Viktor Juscsenko elnök támogatásával az Ukrán Nemzetbiztonsági és Védelmi Tanács (RNBOU) utasítására a Pivdenne tervezőiroda a korábbi Boriszfen projektre alapozva Szapszan néven új projektet indított egyharcászati-hadműveleti rakéta kifejlesztésére. 2007-ben az ukrán költségvetésben pénzt is különítettek el erre a projektre. 2008-2009-ben a Pivdenne elkészítette a terveket, és a rakétát 2011-ben már rendszeresíteni akarták az Ukrán Hadseregben. 2011-ben a Pivdenne azonban csak 2015-re ígérte a rendszer elkészültét, amelyet ekkor már Hrim néven volt ismert. 2013-ban azonban az ukrán védelmi minisztérium nem támogatta a projektet, ezért a munkálatok leálltak.
2015-ben – az Ukrajnai elleni orosz agressziót követően elkezdődött haderő-modernizáció részeként – az ukrán kormány támogatta a projekt újraindítását. 2016 decemberében végeztek sikeres próbaindításokat a rakétával. 2016-ban jelentek meg hírek arról, hogy Szaúd-Arábia mint lehetséges megrendelő érdeklődik a fegyver iránt és a projekt finanszírozásában is részt vesz (egyes adatok szerint 68 millió USD-vel). 2017-ben jelent meg az első fotó a rendszer indító-hordozó járművéről, melyet a Harkivi Gépgyártási Tervezőiroda (HKBM) tervezett.
Szaúd-Arábiában a rakétarendszer tesztelését 2019-ben tervezték  elkezdeni és 2022-ben tervezi akarták rendszeresítését.

## Változatok
- Hrim – 280 km-es hatótávolságú, egy rakétát hordozó rendszer
- Hrim–M – 100 km-es hatótávolságú exportváltozat
- Hrim–2 – két rakétát hordozó változat

## Lásd még
Hasonló rakétarendszerek:
- LORA
- ORT–21 (Tocska)
- 9K720 Iszkander
- MGM–140 ATACMS